# 帕托尔奈
帕托尔奈（法語：Patornay，法語發音：[patɔʁnɛ]）是法国汝拉省的一个市镇，属于隆斯勒索涅区。

## 地理
帕托尔奈（46°35'11"N, 5°42'15"E）面积1.8 平方千米，位于法国勃艮第-弗朗什-孔泰大區汝拉省，该省份为法国东部内陆省份，北起上索恩省，西北接科多尔省，西临索恩-卢瓦尔省，南至安省，东与杜省和瑞士接壤。
与帕托尔奈接壤的市镇（或旧市镇、城区）包括：韦尔唐博、布瓦西亚、沙雷济耶、梅努瓦、蓬德普瓦特。

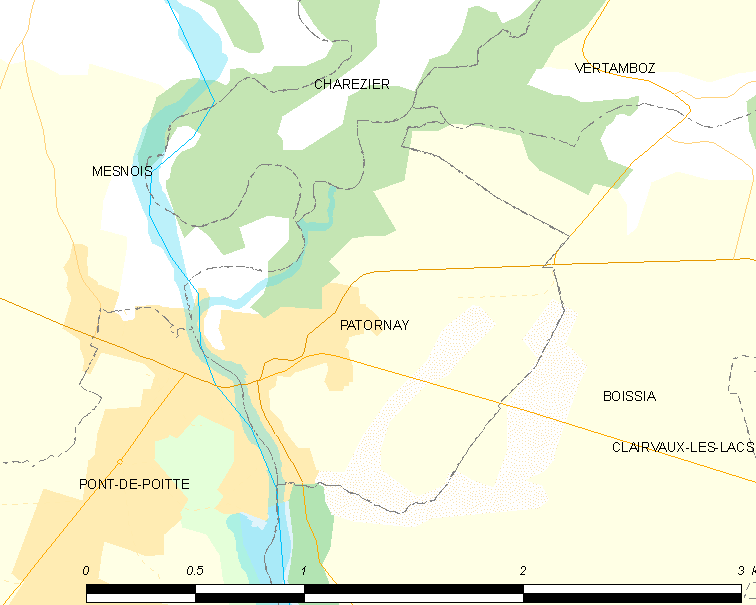
帕托尔奈的OSM定位图

帕托尔奈的时区为UTC+01:00、UTC+02:00（夏令时）。

## 行政
帕托尔奈的邮政编码为39130，INSEE市镇编码为39408。

## 政治
帕托尔奈所属的省级选区为圣洛朗昂格朗沃县。

## 人口

1962-2008年间帕托尔奈人口变化图示

帕托尔奈于2022年1月1日时的人口数量为154人。